# Rhyacophila laminata
Rhyacophila laminata is een fossiele soort schietmot uit de familie Rhyacophilidae.